# La Balanguera
La Balanguera és un poema de Joan Alcover i Maspons (1854-1926), que, musicat el 1926 pel compositor Amadeu Vives (1871-1932), és l'himne oficial de Mallorca.

## Història
Joan Alcover es va inspirar en una cançó popular mallorquina on hi apareix un personatge femení anomenat "Balanguera" ("La Balanguera fila, fila, / la Balanguera filarà; / posau foc a sa caldera: / sa caldera bullirà"). L'origen d'aquest nom és el gal·licisme català bolangera, nom de certes figures i danses folklòriques de Catalunya i part del País Valencià que prové de la paraula francesa per boulangère (fornera), confosa amb Berenguera, paraula que també designa elements de la cultura popular (un ballet dels cossiers de Manacor).
La balanguera es podria assimilar amb la figura de les parques o moires, ja que fa aquesta funció de "teixir el futur" a la cançó, i sembla estar dotada d'una saviesa sobrenatural.
La versió musicada s'estrenà el 29 de maig de 1926, al Palau de la Música Catalana. A Mallorca la va cantar per primera vegada l'Orfeó de Sabadell, el juliol de 1926. Segons Pau Alcover, el fill del poeta, el públic, en sentir-la «va posar-se dret i va obligar que fos repetida fins a tres voltes».
Difosa pels cors de Catalunya i Mallorca al primer quart del segle xx, durant la dictadura espanyola del general Francisco Franco, que prohibí Els Segadors, La Balanguera esdevingué himne nacional, juntament amb altres cançons com L'Emigrant, La Santa Espina, etc. En aquesta època, en el període de la Nova Cançó, fou difosa per la cantant Maria del Mar Bonet i es va popularitzar molt. Tant, que l'any 1996 el Consell Insular de Mallorca el convertí en himne de l'illa. Posteriorment n'han fet versions Ximbomba Atòmica, Ocults, Chenoa, Marta Elka, etc.

## Lletra
Lletra de la La Balanguera;
La Balanguera misteriosa,

com una aranya d'art subtil,

buida que buida sa filosa,

de nostra vida treu lo fil.

Com una parca bé cavil·la

teixint la tela pel demà

La Balanguera fila, fila,

la Balanguera filarà.

Girant l'ullada cap enrere

guaita les ombres de l'avior,

i de la nova primavera

sap on s'amaga la llavor.

Sap que la soca més s'enfila

com més endins pot arrelar

La Balanguera fila, fila,

la Balanguera filarà.

Quan la parella ve de noces

ja veu i compta sos minyons;

veu com devallen a les fosses

els que ara viuen d'il·lusions,

els que a la plaça de la vila

surten a riure i a cantar.

La Balanguera fila, fila,

la Balanguera filarà.
Bellugant l'aspi, el fil cabdella,

i de la pàtria la visió

fa bategar son cor de vella

sota la sarja del gipó.

Dins la profunda nit tranquil·la

destria l'auba que vindrà.

La Balanguera fila, fila,

la Balanguera filarà.
De tradicions i d'esperances

tix la senyera pel jovent

com qui fa un vel de nuviances

amb cabelleres d'or i argent.

De la infantesa que s'enfila

de la vellura que se'n va.

La Balanguera fila, fila,

la Balanguera filarà